# Not the Nine O'Clock News
Not the Nine O'Clock News is een Britse komische televisieserie, die van 1979 tot 1982 werd uitgezonden op de BBC.
Het programma bracht sketches van een nieuwe generatie jonge komieken, met name Rowan Atkinson, Pamela Stephenson, Mel Smith en Griff Rhys Jones. De sketches werden niet door een team van schrijvers gemaakt, maar men gaf meer mensen uit de Britse komediewereld de kans om bijdragen te leveren, waaruit de besten werden overgehouden. Het format was gelijkaardig aan dat van Monty Python's Flying Circus een decennium eerder, met sketches van enkele seconden tot verscheidene minuten lang.
Het oorspronkelijke uitzendtijdstip gaf aanleiding tot de naam van het programma. Oorspronkelijk werd het op BBC2 uitgezonden op hetzelfde moment als het nieuws (Nine O'Clock News) op BBC1.

## Geschiedenis
Not the Nine O'Clock News werd gemaakt onder productie van John Lloyd, een gevestigde naam in de Britse komedie en de BBC-afdeling Light Entertainment. Lloyd stelde het idee voor een sketchprogramma voor aan de leiding van de BBC Comedy and Light Entertainment. Hij kreeg een reeks van zes programma's toegezegd onder de voorwaarde dat hij zou samenwerken met Sean Hardie. Hardie werkte bij de BCC eerder al aan duidingsprogramma's.
De oorspronkelijke acteurs zouden Rowan Atkinson, Christopher Godwin, John Gorman, Chris Langham, Willoughby Goddard en Jonathan Hyde worden, de eerste uitzending was gepland op 2 april 1979. De eerste aflevering zou getoond worden na een aflevering van Fawlty Towers. John Cleese zou zo de eerste aflevering introduceren in een sketch waarin hij zou verwijzen naar een staking van de technici, en men in de plaats een goedkoop programma zou tonen. Rond die tijd bleken echter in het Verenigd Koninkrijk ook de verkiezingen van 1979 gepland, en de show werd teruggetrokken omdat ze te politiek getint zou zijn. De sketch met John Cleese werd later dat jaar uiteindelijk toch niet uitgezonden, toen per toeval de laatste aflevering van Fawlty Towers werd uitgezonden terwijl de eerste reeks van Not the Nine O'Clock News nog liep.
Een tijd later kwamen Lloyd en Hardie weer bijeen, en beslisten de cast wat te wijzigen; enkel Langham en Atkinson bleven. Men wilde ook een vrouwelijke acteur in het programma. Victoria Wood wees een aanbod af, Pamela Stephenson bleek wel geïnteresseerd. Wat later kwam ook Mel Smith bij de cast. De eerste reeks haalde voldoende succes om een tweede te maken. Langham werd echter vervangen door Griff Rhys Jones, die al enkele kleine rolletjes had gespeeld. Deze tweede serie was erg succesvol, en haalde de Zilveren Roos op het Montreux Festival en een BAFTA Award voor Best Light Entertainment Programme in 1982.
Uiteindelijke werden in totaal 27 afleveringen gemaakt, elk een halfuurtje lang:
- 17 oktober 1979 - 20 november 1979: 6 afleveringen
- 31 maart 1979 - 12 mei 1980: 7 afleveringen
- 27 oktober 1980 - 15 december 1980: 8 afleveringen
- 1 februari 1982 - 8 maart 1982: 6 afleveringen

Deze originele afleveringen werden echter niet zo vaak heruitgezonden. In de plaats daarvan stelde men met het materiaal 12 afleveringen samen (om het "nog sneller en grappiger" te maken), die herhaald werden.
De belangrijkste schrijvers waren David Renwick, Colin Bostock-Smith, Andy Hamilton, Peter Brewis, Richard Curtis en Clive Anderson. Door de "opendeurpolitiek" van de producenten kon echter quasi iedereen een script voorleggen, zodat de makers uit een groot aanbod konden kiezen, en de show actueel houden door slechts enkele dagen voor de uitzending op te nemen. Voor muziek werd een beroep gedaan op Howard Goodall, later componist van de titelmuziek van onder meer Red Dwarf, Blackadder en The Vicar of Dibley. Bill Wilson was regisseur van de eerste drie seizoenen, Geoff Posner van het vierde.
Van Not the Nine O'Clock News werd een theatervoorstelling gemaakt in 1982 in Oxford en Londen, maar de hoofdacteurs hielden het voor bekeken ondanks het succes, en gingen hun eigen weg. Stephenson begon een filmcarrière in Hollywood; Atkinson nam in 1983 de eerste reeks Blackadder op; Smith en Jones werkten samen in Alas Smith and Jones. In Amerika maakte men de televisieserie Not Necessarily the News, die zes jaar lang, van 1983 tot 1989, werd uitgezonden op de kabelzender Home Box Office..